# Johann Kerkring
Johann Kerkring (* 1519 in Lübeck; † 28. September 1595 ebenda) war ein deutscher Ratsherr der Hansestadt Lübeck.

## Leben
Johann Kerkring war einer von sechs Söhnen (und 12 Töchtern) des Lübecker Ratsherrn Hinrich Kerckring. Möglicherweise ist er der „Iohannes Karckrinck“, der sich im Sommersemester 1530 an der Universität Rostock  noch im Kindesalter einschrieb. Er wurde 1559 in den Rat erwählt und hatte dort 1581–84 die Funktion des Kämmereiherrn inne. 1566 wirkte er gemeinsam mit dem Ratsherrn Johann Penningbüttel als Wetteherr. In der Zeit von 1572 bis 1578 oblag ihm als Amtmann die Leitung der Verwaltung des Beiderstädtischen Amtes Bergedorf. 1562 war er gemeinsam mit dem Ratsherrn Gottschalk Timmermann und einem Ratssekretär Mitglied der Lübecker Gesandtschaft, die zu König Erik XIV. von Schweden reiste, um von diesem eine Bestätigung der Handelsprivilegien der hansischen Kaufleute zu erhalten.
Johann Kerkring war mit einer Tochter des Lübecker Ratsherrn und Bürgermeisters Paul Wibbeking verheiratet und wohnte zunächst in der Mengstraße 12, später in der Breiten Straße 13. Der Zirkelgesellschaft gehörte er seit ihrer Neugründung 1580 an. Er wurde in der Lübecker Marienkirche bestattet, wo seine Grabplatte dokumentiert aber nicht erhalten ist.
Seine Söhne waren die Ratsherren Heinrich Kerkring († 1613) und Paul Kerkring.